# Kavalkad
Kavalkad var ett radioprogram i Sveriges Radio P3 som sändes fram till 5 juni 1986. Programmet byggde på önskningar från lyssnarna som rangordnades i en topplista. 
Programledare fram till maj 1974 var Carl-Eiwar Carlsson. Därefter var Kent Finell och Niklas Lindblad omväxlande programledare.
Signaturmelodin var tvådelad och inleddes med De ska va' gamla låtar med Family Four Som följdes av Gamla fina låtar med Glenmarks.